# 異步I/O
异步I/O是计算机操作系统对输入输出的一种处理方式：发起I/O请求的线程不等I/O操作完成，就继续执行随后的代码，I/O结果用其他方式通知发起I/O请求的程序。与异步I/O相对的是更为常见的“同步（阻塞）I/O”：发起I/O请求的线程不从正在调用的I/O操作函数返回（即被阻塞），直至I/O操作完成。

## 类Unix操作系统与POSIX
POSIX提供下述API函数：
|      | 阻塞        | 非阻塞                      |
| ---- | ----------- | --------------------------- |
| 同步 | write, read | write, read + poll / select |
| 异步 | -           | aio_write, aio_read         |

- aio[1]
- io_uring (Linux 5.1以後支援)[2]

## Windows操作系统的异步I/O
Windows提供多种异步I/O（也称重叠I/O）方式：

### 设备内核对象
I/O设备在操作系统内核中表示为内核对象，因此具有可等待（waitable）内核对象状态。例如：文件句柄，线程句柄等等。对于文件内核对象，当一个异步I/O完成后，该文件句柄被置为触发态。使用这种方式获取异步I/O完成的通知，缺点是如果在一个文件内核对象上同时有多个异步I/O操作，只通过文件句柄的触发无法辨识哪个异步I/O操作完成了。
例子：
```
HANDLE
 
hFile
 
=
 
CreateFileW
(
L
"d:
\\
a.txt"
,
 
GENERIC_WRITE
,
 
0
,
 
0
,
 
CREATE_ALWAYS
,
 
FILE_FLAG_OVERLAPPED
,
 
0
);
 
//设置异步IO的标志FILE_FLAG_OVERLAPPED

char
 
buffer
[
10
]
 
=
 
{
"abcd"
};

OVERLAPPED
 
ol
 
=
 
{
 
0
 
};
//用0初始化OVERLAPPED的结构

ol
.
Offset
 
=
 
2
;
/
从文件的第三个字节开始IO

BOOL
 
rt
 
=
 
WriteFile
(
hFile
,
 
buffer
,
 
5
,
 
NULL
,
 
&
ol
);
//发起一个异步写操作

//SetFileCompletionNotificationModes(hFile, FILE_SKIP_SET_EVENT_ON_HANDLE);//如此设置则文件内核对象就不会被触发

if
 
(
rt
 
==
 
FALSE
 
&&
 
GetLastError
()
 
==
 
ERROR_IO_PENDING
)
//检查异步IO是否完成 

{

	
WaitForSingleObject
(
hFile
,
 
INFINITE
);
//等待设备内核对象（文件）被触发。

}

CloseHandle
(
hFile
);

```

### GetOverlappedResult函数
也可以使用Windows API函数GetOverlappedResult直接阻塞/非阻塞等待指定的异步I/O操作是否完成。该函数检查OVERLAPPED结构中的Internal成员的值是否为STATUS_PENDING来判断异步I/O是否完成。 

### 异步I/O操作的完成通知用事件内核对象
在异步I/O操作的read/write函数调用中给出的OVERLAPPED类型的参数中，可以指定一个内核事件对象。这个异步I/O操作完成时，这个内核事件对象会被触发。从而，等待在这个事件对象上的程序就会知道这个异步I/O操作完成。
例子：
```
HANDLE
 
hFile
 
=
 
CreateFileW
(
L
"d:
\\
a.txt"
,
 
GENERIC_WRITE
,
 
0
,
 
0
,
 
CREATE_ALWAYS
,
 
FILE_FLAG_OVERLAPPED
,
 
0
);
 
//设置异步IO的标志FILE_FLAG_OVERLAPPED

char
 
buffer
[
10
]
 
=
 
{
"abcd"
};

OVERLAPPED
 
ol
 
=
 
{
 
0
 
};
//用0初始化OVERLAPPED的结构

ol
.
Offset
 
=
 
2
;
/
从文件的第三个字节开始IO

HANDLE
 
hEvent
 
=
 
CreateEvent
(
0
,
 
FALSE
,
 
FALSE
,
 
NULL
);
  

ol
.
hEvent
 
=
 
hEvent
;
//传递一个事件对象。  

BOOL
 
rt
 
=
 
WriteFile
(
hFile
,
 
buffer
,
 
5
,
 
NULL
,
 
&
ol
);
//发起一个异步写操作 

if
 
(
rt
 
==
 
FALSE
 
&&
 
GetLastError
()
 
==
 
ERROR_IO_PENDING
)
//检查异步IO是否完成 

{

	
WaitForSingleObject
(
ol
.
hEvent
,
 
INFINITE
);
//等待设备内核对象（文件）被触发。

}

CloseHandle
(
hEvent
);
 

CloseHandle
(
hFile
);

```

### 可唤醒I/O
异步可唤醒I/O操作通过ReadFileEx/WriteFileEx函数指出完成过程回调函数。回调函数在该线程的可唤醒等待（alertable wait）中被执行。

### 完成端口
使用CreateIoCompletionPort函数创建一个完成端口。然后把文件句柄绑定到这个完成端口（通过CreateIoCompletionPort函数)。这个文件句柄上的异步I/O操作完成时，会自动向这个完成完成端口发通知。线程通过GetQueuedCompletionStatus函数等待这个完成端口上的完成通知，然后从GetQueuedCompletionStatus的调用返回处恢复线程执行。

### 线程池I/O完成对象
使用CreateThreadpoolIo函数创建一个I/O完成对象，绑定了要执行异步I/O操作的文件句柄与待执行的回调函数。通过StartThreadpoolIo函数开始I/O完成对象的工作。每当绑定的文件句柄上的异步I/O操作完成，自动调用线程池上的线程执行指定的回调函数。
例子：
```
VOID
 
CALLBACK
 
OverlappedCompletionRoutine
(
PTP_CALLBACK_INSTANCE
 
pInstance
,
  

                                          
PVOID
 
pvContext
,
  

                                          
PVOID
 
pOverlapped
,
  

                                          
ULONG
 
IoResult
,
  

                                          
ULONG_PTR
 
NumberOfBytesTransferred
,
  

                                          
PTP_IO
 
pIo
)
  

{
  

    
printf
(
"OverlappedCompletionRoutine, transferred: %d bytes
\n
"
,
 
NumberOfBytesTransferred
);
  

}
  

HANDLE
 
hFile
 
=
 
CreateFileW
(
L
"d:
\\
a.txt"
,
 
GENERIC_WRITE
,
 
0
,
 
0
,
 
CREATE_ALWAYS
,
 
FILE_FLAG_OVERLAPPED
,
 
0
);
 
//设置异步IO的标志FILE_FLAG_OVERLAPPED

PTP_IO
 
pio
 
=
 
CreateThreadpoolIo
(
hFile
,
 
OverlappedCompletionRoutine
,
 
NULL
,
 
NULL
);
//将设备对象和线程池的IO完成端口关联起来。  

StartThreadpoolIo
(
pio
);

char
 
buffer
[
10
]
 
=
 
{
"abcd"
};

OVERLAPPED
 
ol
 
=
 
{
 
0
 
};
//用0初始化OVERLAPPED的结构

ol
.
Offset
 
=
 
2
;
/
从文件的第三个字节开始IO
   

BOOL
 
rt
 
=
 
WriteFile
(
hFile
,
 
buffer
,
 
5
,
 
NULL
,
 
&
ol
);
//发起一个异步写操作 

if
(
rt
==
FALSE
 
&&
 
GetLastError
()
==
ERROR_IO_PENDING
))

{
  

   
::
Sleep
(
4000
);
 

   
//do somethings... 

}

else

{

   
CancelThreadpoolIo
(
pio
);
 

}

WaitForThreadpoolIoCallbacks
(
pio
,
false
);

CloseHandle
(
hFile
);
 

CloseThreadpoolIo
(
pio
);
//关闭线程池io完成对象

```